# Оснабрюцький університет
Оснабрюцький університет (нім. Universität Osnabrück) — університет у місті Оснабрюк в німецькій землі Нижня Саксонія.
У 1629 році в місті був заснований університет «Academia Carolina Osnabrugensis», але в 1633 році, під час окупації міста шведськими військами в ході тридцятирічної війни він закрився. Сучасний університет був створений в 1974 році на базі педагогічного вишу (Adolf-Reichwein-Hochschule), який з 1953 року розташовувався на території Оснабрюцького замку.

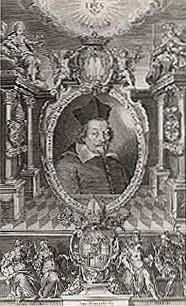
Франц Вільгельм фон Вартенберг — засновник першого Оснабрюцького університету

Здобув широку популярність в 2009 році, коли в університеті був відкритий перший у Німеччині факультет ісламської теології.

## Структура
Університет має 10 відділень:
- Соціальні науки
- Культурологія, геологічні науки
- Педагогіка, культурологія
- Фізика
- Біологія і хімія
- Математика, інформатика
- Мовознавство, літераутрознавство
- Гуманітарне відділення
- Економіка
- Право

## Бібліотека
Університетська бібліотека має в своїх фондах 1,475 млн томів, 12 000 електронних журналів та 100 онлайнових банків даних. З бюджетом на нові книжки, що становить 1 млн євро бібліотека має можливість щорічно збільшувати свої фонди на 30 000 томів.